# Großes tibetisch-chinesisches Wörterbuch
| Tibetische Bezeichnung                              |
| --------------------------------------------------- |
| Tibetische Schrift: བོད་རྒྱ་ཚིག་མཛོད་ཆེན་མོ                |
| Wylie-Transliteration: bod rgya tshig mdzod chen mo |
| Chinesische Bezeichnung                             |
| Traditionell: 藏漢大辭典                            |
| Vereinfacht: 藏汉大辞典                             |
| Pinyin:Zàng-Hàn Dà Cídiǎn                           |

Das Große tibetisch-chinesische Wörterbuch (tib. bod rgya tshig mdzod chen mo; chinesisch 藏汉大辞典, Pinyin Zàng-Hàn dà cídiǎn, W.-G. Tsang-Han ta tz'u-tien) ist eines der wichtigsten Nachschlagewerke zur tibetischen Sprache und Kultur.
Im Grunde handelt es sich bei dem Werk um ein in Richtung Lexikon erweitertes tibetisch-chinesisches Wörterbuch bzw. ein enzyklopädieartiges Wörterbuch zu Alltagssprache, Schriftsprache und Sprache des tibetischen Buddhismus von nahezu allen Bereichen der tibetischen Kultur. Seine tibetischsprachigen Artikel wurden zugleich vollständig ins Chinesische übersetzt. Die Einträge sind in der in tibetischen Nachschlagewerken üblichen Reihenfolge angeordnet.
Hauptherausgeber war der Historiker Zhang Yisun (1893–1983). Vizeherausgeber waren Zhu Weihan, Nyenshül Khyenrab Ösel, Thubten Nyima, Dorje Gyelpo, Lobsang Thubwang, Lobsang Dorje, insgesamt haben über 30 tibetische und chinesische Gelehrte daran mitgearbeitet. Das Werk erschien nach über fünf Jahrzehnten vorbereitender Arbeit im Juli 1985 im Nationalitätenverlag in Peking. Es hat insgesamt über 53.000 lexikalische Einträge. Im Anhang finden sich Tabellen zu den Stammformen tibetischer Verben, zum Sechzig-Jahreszyklus und eine Zeittafel zu wichtigen Ereignissen der tibetischen Geschichte, ferner Fotos und Abbildungen wichtiger tibetischer Denkmäler und einer Auswahl von Kulturgegenständen usw.
In seinen Einträgen unterscheidet es elf Wortklassen: es wird zwischen transitiven Verben, intransitiven Verben, Nomen, Adjektiven, Pronomen, Zahlwörtern, Präpositionen, Adverbien, Partikeln, Konjunktionen und Modalpartikeln unterschieden.

## Beispiel: gyer sgom tshul khrims seng ge (1985:385)
Der tibetischsprachige Eintrag zu Gyergom Tshülthrim Sengge  hat die folgende Form (in der Umschrift nach Wylie):

„gyer sgom tshul khrims seng ge / rab byung

gnyis pa'i shing byi lor yar klungs su khra 'brug
 
pa'i rje rgyud du khrungs / phag gru rdo rje rgyal

po'i slob ma yin / rab byung gsum pa'i lcags

glang lor snye phur shug gseb dgon pa btab pas

shug gseb bka' brgyud ces pa byung / de nas

rim par brgyud pa dag gis zhi byed pa'i rjes su

'brangs pas deb sngon du 'di nyid  zhi byed par
 
'jog shing byi lo la 'das
[杰贡·楚逞僧格 (chinesische Übersetzung des Artikels ausgelassen)]
„Gyergom Tshülthrim Sengge (gyer sgom tshul khrims seng ge). Geboren im Holz-Ratten-Jahr des 2. Sechzig-Jahres-Zyklus [1144] als Sprößling der Adelsfamilie Thradrug (khra 'brug) aus der Region Yarlung (yar klungs). Er war ein Schüler von Phagdru Dorje Gyelpo (phag gru rdo rje rgyal po). Im Eisen-Rinder-Jahr des 3. Sechzig-Jahres-Zyklus [1181] gründete er im Gebiet von Nyephu das Shugseb-Kloster (shug gseb dgon pa), die sich von diesem Ort ausbreitende religiöse Tradition wurde Shugseb-Kagyü (shug gseb bka' brgyud) genannt. Seine Schüler legten großen Wert darauf, die Lehren der Shiche (zhi byed)-Tradition zu studieren, deswegen wurden sie von manchen auch als Shichepa (zhi byed pa), d. h. Anhänger der Shiche-Schule, betrachtet. Er starb im Holz-Ratten-Jahr [1204].““

## Ausgaben
Die erste Ausgabe erschien 1985 in drei Bänden und hat 3294 Seiten. Das Werk ist Online verfügbar. Im Jahr 1993 erschien das Werk in einer zweibändigen, und 1998 auch in einer einbändigen Ausgabe in kleinerem Format. Ein Übersetzungsprojekt unter dem Titel The Great Tibetan-Chinese Dictionary wurde für das Englische initiiert (der 1. von geplanten 3 Bänden erschien 2001 in Beijing und London).
- Zhāng Yísūn 张怡荪 (Hg.): bod rgya tshig mdzod chen mo / Zàng-Hàn dà cídiǎn 藏汉大辞典 (Großes tibetisch-chinesisches Wörterbuch; Běijīng 北京, mi rigs dpe skrun khang / Mínzú chūbǎnshè 民族出版社 1985). 3 Bände
- 1993 (2 Bände in kleinerem Format)
- 1998 (1 Band, 3294 Seiten und 16 Farbtafeln)

### Nachschlagewerke
- Zangzu da cidian. Lanzhou 2003